# União Desportiva Vilanovense
União Desportiva Vilanovense é um grupo desportivo português sediado em Vila Nova de Anços, Município de Soure, do Distrito de Coimbra. 
O clube tem atualmente 2 equipas, juniores, infantis, actuam nos respetivos campeonatos distritais da Associação Futebol Coimbra.

## História
O clube foi fundado em 27 de julho de 1972.
Vencedor da Taça A.F.C. época 1991/1992

## Juniores
Plantel 06/07
Treinador - Pedro Henriques
Jogadores - 
André Esteves,
Carlos Ferreira,
Diogo Torres,
Fábio Jesus,
Fábio Pedroso,
Fábio Pereira,
Gonçalo Alves,
João Canelas,
João Garcia,
João Pinto,
João Roque,
Jorge Branco,
José Almeida,
José Costa,
José Silva,
Luís Belém,
Nuno Pinto,
Ricardo Pires,
Tiago Almeida,
Tiago Bispo,
Tiago Machado,
1º Classificado do campeonato distrital, série B, da A.F.C. 
Fotos 

## Infantis
Plantel 06/07
Treinador - Henrique Duque
Jogadores - 
Daniel Simões,
Eduardo Morgado,
Eurico Carvalho,
Francisco Oliveira,
João Lima,
Jonatan Vintem,
José Marques,
Luís Morgado,
Marcelo Macedo,
Mário Dias,
Paulo Cordeiro,
Ricardo Costa,
Ricardo Ferreira,
Ruben Dias,
Rui Ramos,
4º Classificado do campeonato distrital, série B da A.F.C.
Fotos 

## Equipamentos e patrocínio
Patrocinio - Pavianços
Marca - Remate  

## Claque
Os Ultras Anços é uma claque de apoio à União Desportiva Vilanovense constituída em 2004.